# Berthelsdorf (Neustadt in Sachsen)
Berthelsdorf je vesnice, místní část města Neustadt in Sachsen v německé spolkové zemi Sasko. Nachází se v zemském okrese Saské Švýcarsko-Východní Krušné hory a má 643 obyvatel.

## Historie
Berthelsdorf byl patrně založen v průběhu 13. století jako lesní lánová ves. V písemných pramenech je prvně zmiňován roku 1432 jako Bertilsdorff. V roce 1950 se k Berthelsdorfu připojily územně navazující vsi Niederottendorf a Oberottendorf. Společně se staly roku 1994 součástí nově založené obce Hohwald, která je od oku 2007 součástí města Neustadt in Sachsen.

## Geografie
Ves se rozkládá na přechodu Saského Švýcarska a Šluknovské pahorkatiny severně od Neustadtu in Sachsen. Protéká jí potok Lohbach s přítokem Fuchsbach. Na východě zasahuje na území Berthelsdorfu lesní oblast Hohwald, v které je umístěna ortopedická klinika Hohwald. Západně od zástavby prochází nevyužívaný úsek železniční trati Budyšín – Bad Schandau, zastávka však ve vsi není.

## Pamětihodnosti
- bývalá rychta (hostinec Erbgericht)
- podstávkové domy
- klinika Hohwald